# Cinte Tesino
Cinte Tesino (Sinte o Zinte, Thinte, Finte in dialetto trentino) è un comune italiano di 349 abitanti della provincia autonoma di Trento in Trentino-Alto Adige.

## Storia
La posizione favorevole, ricca di risorse naturali e facilmente difendibile grazie alla posizione appartata, fa pensare che l'insediamento abbia origini molto antiche, probabilmente preromane. In epoca imperiale, grazie al passaggio della via Claudia Augusta Altinate, costituì forse un vicus.
Nulla si può dire del periodo altomedievale. Certamente l'altopiano del Tesino, come la limitrofa Valsugana, rimase legato alla città di Feltre, antico municipium e poi contea vescovile. Solo dopo l'anno Mille cominciano a comparire i primi riferimenti alle universitas hominum et personarum, ovvero le comunità organizzate per regolare lo sfruttamento dei beni collettivi.
Tra il 1810 e il 1818 fu frazione di Castello Tesino, mentre dal 1928 al 1947 fu frazione di Pieve Tesino.

### Simboli
Lo stemma è stato adottato dall'amministrazione comunale nel 1984 e raffigura, su fondo rosso, un abete di color verde chiaro, radicato su un colle verde posto alla base dello scudo, a rappresentare la storia di una comunità che dalla ricchezza delle sue foreste ha tratto nei 
secoli il sostentamento per la sua continuità e per la vita degli abitanti del paese.
Il gonfalone è un drappo di azzurro.

## Monumenti e luoghi d'interesse

### Architetture religiose
- Chiesa di San Lorenzo, parrocchiale che risale al XV secolo

## Società

### Evoluzione demografica
Abitanti censiti

## Amministrazione
| Periodo           | Periodo   | Primo cittadino  | Partito           | Carica  | Note |
| ----------------- | --------- | ---------------- | ----------------- | ------- | ---- |
| 22 settembre 2020 | in carica | Leonardo Ceccato | Insieme per Cinte | sindaco |      |